# Копытные лемминги
Копы́тные ле́мминги, или оше́йниковые ле́мминги (лат. Dicrostonyx), — род грызунов из подсемейства полёвок семейства Хомяковые, представители которого обитают в Сибири, Северной Канаде и на Аляске.
Длина тела составляет от 10 до 15,7 см, длина хвоста 1,0—2,0 см, масса 30—112 г. Летом окраска меха в зависимости от вида) серая, бежевая или коричневая, а зимой — чисто белого цвета. Зимой когти средних пальцев передних лап копытных леммингов сильно разрастаются, образуя некоторое подобие лопатки — так называемое «копытце». Причем разрастание происходит как за счёт увеличения самого когтя, так и из-за разрастания ороговевших подушечек пальцев и подошвенных пластинок, в результате «копытце» оказывается вильчато-раздвоенным на конце.
Телосложение крепкое.
Летом копытные лемминги роют в тундровой почве норы, представляющие собой туннель длиной до 6 м, который ведёт к застеленной травой гнездовой камере диаметром 15 см. Зимой прокладывают тоннели только в снегу. 
Питаются летом травой, цветами и плодами, зимой кормятся корой, ветками и почками.

## Виды
База данных Американского общества маммологов (ASM Mammal Diversity Database) признаёт 7 видов копытных леммингов:
- Dicrostonyx groenlandicus — Гренландский лемминг
- Dicrostonyx hudsonius — Гудзонский лемминг, или кольчатый лемминг
- Dicrostonyx nelsoni — Лемминг Нельсона
- Dicrostonyx nunatakensis
- Dicrostonyx richardsoni — Лемминг Ричардсона
- Dicrostonyx torquatus — Копытный лемминг
- Dicrostonyx unalascensis — Уналасканский лемминг

В некоторых источниках выделяется также вид Dicrostonyx vinogradovi — Лемминг Виноградова, который ASM MDD рассматривает как младший синоним Dicrostonyx groenlandicus.